# Michel Lasne
Michel Lasne (Caen, c. 1590-Paris, 1667) foi um desenhador e gravador barroco francês.

## Biografia

Vista do Chasteaux Royaux de Sainct Germain.

De 1617 a 1620, trabalhou em Antuérpia, onde reproduziu em estampas quadros de Rubens (Susana e os Velhos, sobre um original perdido, A Sagrada Família com São João Batista e Santa Isabel, São Francisco de Assis, recebendo o Menino Jesus das mãos de Maria) além de compor - também em desenhos de Rubens - as capas das obras de Hubert Goltzius, Nomismata Imperatorum Romanorum, Antuérpia, de Jacob de Bie, 1617, e Graeciae Universae Minoris Et Insularum Nomismata, Antuérpia, 1618
Deve ter sido também em Antuérpia que gravou como cópia devocional solta, sobre desenhos de Francisco Ribalta, o retrato do padre Francisco Jerónimo Simón, enquadrado por vários episódios da sua vida, uma imagem controversa por causa do clamor popular que exigia a sua beatificação imediata, com o apoio do arquiduque Alberto VII da Áustria, entrou em confronto com a Inquisição e outras instituições eclesiásticas.
De volta a França, instalou-se em Paris, onde encontrou o favor da rainha Ana da Áustria. Retratista do tribunal, em 1633 foi nomeado gravador e redator do rei Luís XIII e recebeu hospedagem no Palácio do Louvre - onde instalou a sua oficina.
Na sua abundante produção encontram-se muitas obras de retratos de membros da família real, por vezes sobre pinturas de Philippe de Champaigne, bem como de outras personalidades distintas da corte ou da cultura como François Rabelais ou os cardenais Richelieu e Mazarino, junto com imagens religiosas e alegóricas, cenas galantes e de costumes, capas de livros, como o frontispício calcográfico das Academias morais das musas de Antonio Enríquez Gómez, Bordéus, 1642, com retrato do autor, e caricaturas como a do Espagnol en pied.